# Владимировка (Кагульский район)
Владимировка (рум. Vladimirovca) — село в Кагульском районе Молдавии. Наряду с сёлами Гэвэноаса и Николаевка входит в состав коммуны Гэвэноаса.

## География
Село расположено на высоте 132 метров над уровнем моря.

## Население
По данным переписи населения 2004 года, в селе Владимировка проживает 342 человека (177 мужчин, 165 женщин).
Этнический состав села:
| Национальность | Число жителей | Процентный состав |
| -------------- | ------------- | ----------------- |
| молдаване      | 163           | 47.66             |
| гагаузы        | 113           | 33.04             |
| украинцы       | 46            | 13.45             |
| болгары        | 13            | 3.8               |
| русские        | 4             | 1.17              |
| прочие         | 3             | 0.88              |
| Всего          | 342           | 100%              |